# Къзкапан
Къзкапан (на турски: Kızkapan) е село в Източна Тракия, Турция, Вилает Одрин.

## География
Селото се намира на 18 километра югозападно от Кешан.

## История
В 19 век Къзкапан е село в Кешанска каза на Одринския вилает на Османската империя. Според статистиката на професор Любомир Милетич в 1912 година в селото живеят 30 български патриаршистки семейства смесени с гърци.